# Сапробност
Сапробност је биолошко стање било које воде у односу на количину и интензитет биолошки разградивих алохтоних и аутохтоних органских материја.

## Опште карактеристике
Биолошки показатељи квалитета воде, поред бактериолошких, могу бити и сапробиолошки, а односе се на присуство органске материје. У природним водама ова материја може бити у облику природних органских материја и синтетичких органских материја које производи човек. Природне настају хемијском и биолошком разградњом изумрлих ћелија. Највећи удео од њих имају хуминске киселине а остатак су шећери, протеини, масне киселине и остала органска једињења. Природне органске материје су жуто браон боје, реактивне су и слабо биолошки разградиве. Синтетичка органска једињења су сапуни, детерџенти, пестициди, растварачи, киселине и базе, нафта и нафтни деривати. Присуство ових органских једињења у води је непожељно јер помажу расту микроорганизама и биљака које троше кисеоник, а многа од њих имају и токсично дејство на организме.
Познавајући флору и фауну површинских вода као и промене које изазивају разне врсте загађења, може се закључити о степену загађености воде. Одређене биљке и животиње служе као индикатори загађења јер расту и живе тамо где се дешава труљење органске материје. Уочене промене у саставу животне заједнице због поремећаја у биолошкој равнотежи водених биоценоза су почетак, а одређивање њиховог броја и учестаности представља основу сапробиолошког одређивања квалитета воде.

## Подела сапробности
Све копнене воде се могу поделити према садржају органске материје на:
- Катаробне воде су воде без органске материје, чисте и пију се након основног третмана.
- Лимносапробне воде су воде које су слабије или јаче загађене а деле се на:

1. Олигосапробне воде припадају првој класи квалитета, чисте су или веома мало загађене, богате кисеоником и после дезинфекције се могу пити, па се користе у водоснабдевању насеља, у прехрамбеној и фармацеутској индустрији. Температура ових вода је ниска, па их насељавају племените врсте риба из породице пастрмки (салмонидне воде). Овим водама припадају готово изворишта свих река, као и висока планинска језера.
2. Бетамезосапробне воде припадају другој класи вода, имају умерено органско загађење, али и сасвим довољно кисеоника. За пиће се користе тек након пуног третмана. Дозвољено је и купање у њима, као и све оно што не захтева висок квалитет (пловидба, наводњавање, рибогојство). Рибе које настањују ове воде су из породице шарана (шаран, деверика, караш), па се још називају и ципридним водама.
3. Алфамезосапробне воде припадају трећој класи вода. Јако су загађене са полуанаеробним условима и имају велике количине аминокиселина, масних киселина, сумпордиоксида. Због лошијег квалитета воде оне се користе за водоснабдевање индустрија, за наводњавање, рибогојство, термоенергетику итд. Прерада у воду за пиће је технички изводљива, али се због неекономичности примењује само у ситуацији када не постоји боља алтернатива.
4. Полисапробне воде припадају четвртој класи вода. Изузетно јако су загађене, са значајном количином органске материје, недостатком кисеоника, преовлађујућим редукционим процесима, присутним амонијаком, водоник-сулфидом итд. Оптерећене су фекалним и индустријским водама, а неретко се јављају и као рудничке воде. Према многим параметрима квалитета, ове воде превазилазе макимално дозвољене концентрације. Зато нису погодне за коришћење, осим за пловидбу и хидроенергетику.[1]

- Еусапробне воде су отпадне воде са обиљем органске материје, које су подложне биохемијској разградњи.
- Трансапробне воде су воде у којима нема живих бића, осим неких отпорних бактерија које своје станиште проналазе управо у овим водама.

## Индекс сапробности и биолошка потрошња кисеоника
За оцену нивоа органског загађења користи се биолошки индикатор који се назива индекс сапробности. Степен сапробности представља интензитет процеса деградације органске супстанце у екосистему. Може користити различите групе водених организама као индикаторе (алге, водене макрофите, зоопланктоне, микрозообентос, бескичмењаке, рибе). Класификација вода према вредностима са пробног индекса је следећа:
- Олигосапробне 1 - 1,5
- Бетамезосапробне 1,5 - 2,5
- Алфамезосапробне 2,5 - 3,5
- Полисапробне 3,5 – 4,5

Презентовани резултати биолошког квалитета према програму мониторинга за 2011. годину показују да је потребно наставити сапробиолошке анализе, како би се употпунила слика о стању водених екосистема на подручју Србије. С обзиром на степен загађења комуналним отпадним водама којима су изложени наши водотоци, индикатор индекс сапробност представља поуздан и рутински алат за оцену нивоа органског загађења.
Метода
Индекс сапробности (SI) се одређује коришћењем формуле Zelinka & Marvan method (1961):
S – индекс сапробности,
n – број врста које су пронађене у узорку (i = 1,2,3 ... n),
hi- релативна бројност i-те врсте,
si- сапробна вредност i-те врсте,
Gi – индикаторска тежина i-те врсте,
Метода се заснива на присуству индикаторских врста које имају различиту толеранцију на различит ниво загађења. Показатељ њихове толеранције је сапробна вредност коју смо добили из листе организама биоиндикатора по Moog-у. Индекс сапробности је израчунат по методи Zelinka-Marvan употребом AQEM софтвера. За процену биолошког квалитета воде користи се специфична класификација индекса сапробности према одређеном правилнику.
Индикатор се изражава бројчано или приказује у виду класе квалитета. Израчунава се обједињено, за водно подручје и/или на националном нивоу, као медијана средњих годишњих вредности. Из вишегодишњих низова медијана, Mann – Kendall тестом и непараметријском Sen’S методом, одређује се постојање и оцена интензитета тренда.
Као мера садржаја органских материја у води користи се и биолошка потрошња кисеоника (БПК). То је количина кисеоника потребна да се изврши биолошка оксидација разградиви састојака воде. Најчешће се одређује у току пет дана (БПК5) на температури од 20 степени при чему се сматра да је том анализом обухваћено од 60 до 70 процената биоразградивих органских материја. Ова величина представља количину кисеоника коју потроше микроорганизми при природном аеробном самопречишћавању у води.  Биолошка потрошња кисеоника је главни показатељ загађености отпадних вода. Одређује се у лабораторији исказује у милиграмима по литру потрошеног кисеоника. Често се у пракси за процену органске материје користи и утрошак калијум перманганата (KMnO4), затим хемијска потрошња кисеоника и укупни органски угљеник (ТОС). Последња два метода се користе када је потребно одредити садржај и неких биолошки неразградивих органских материја, као што су целулоза, угљена прашина, синтетичка органска једињења попут детерџената, пестицида, индустријских хемикалија, хлорисаних органских супстанци итд.